# Jesse Fibiger
Jesse Fibiger (* 4. April 1978 in Victoria, British Columbia) ist ein ehemaliger kanadischer Eishockeyspieler, der im Verlauf seiner aktiven Karriere zwischen 1997 und 2008 unter anderem 16 Spiele für die San Jose Sharks in der National Hockey League (NHL) auf der Position des Verteidigers bestritten hat. Darüber hinaus absolvierte Fibiger annähernd 300 Partien in der American Hockey League (AHL) und war drei Spielzeiten für die Grizzly Adams Wolfsburg aktiv, mit denen ihm der Aufstieg in die Deutsche Eishockey Liga (DEL) gelang.

## Karriere
Fibiger spielte zunächst in der Saison 1996/97 im Alter von 16 Jahren in der British Columbia Hockey League (BCHL) für die Victoria Salsa, bevor er im Sommer 1997 für vier Jahre an die University of Minnesota Duluth ging und studierte. In dieser Zeit wurde er im NHL Entry Draft 1998 in der siebten Runde an 178. Stelle von den Mighty Ducks of Anaheim aus der National Hockey League (NHL) ausgewählt. Diese nahmen ihn jedoch nie unter Vertrag und die Transferrechte an seiner Person erloschen.
Vor der Saison 2001/02 unterzeichnete er als Free Agent bei den San Jose Sharks aus der NHL seinen ersten Profivertrag. Die Sharks setzten den Kanadier in seinem ersten Jahr in der American Hockey League (AHL) bei den Cleveland Barons ein. Dort blieb Fibiger noch zwei weitere Spielzeiten und lief in der Saison 2002/03 in 16 Spielen für San Jose in der NHL auf. Dabei konnte er aber keinen Scorerpunkt verbuchen. Nach Auslauf seines Vertrages nach der Saison 2003/04 unterschrieb er im Sommer 2004 einen neuen Vertrag bei den Ottawa Senators. Aufgrund des gesamten Ausfalls der NHL-Saison 2004/05 wegen des Lockouts spielte Fibiger lediglich für die Binghamton Senators in der AHL.
Zur Saison 2005/06 entschied sich der Verteidiger für einen Wechsel nach Europa zu den Grizzly Adams Wolfsburg in die 2. Bundesliga. In der Spielzeit 2006/07 konnte er mit Wolfsburg den Meistertitel der zweiten Liga erringen und stieg mit dem Team in die Deutsche Eishockey Liga (DEL) auf. Nach einem Jahr in der DEL beendete er im Sommer 2008 seine Karriere.

## Erfolge und Auszeichnungen
- 2007 Meister der 2. Bundesliga und Aufstieg in die DEL mit den Grizzly Adams Wolfsburg

## Karrierestatistik
(Legende zur Spielerstatistik: Sp oder GP = absolvierte Spiele; T oder G = erzielte Tore; V oder A = erzielte Assists; Pkt oder Pts = erzielte Scorerpunkte; SM oder PIM = erhaltene Strafminuten; +/− = Plus/Minus-Bilanz; PP = erzielte Überzahltore; SH = erzielte Unterzahltore; GW = erzielte Siegtore; 1 Play-downs/Relegation; Kursiv: Statistik nicht vollständig)